# 釈明権
釈明権(しゃくめいけん)とは、事実関係や法律関係を明らかにするため、当事者に対して事実上あるいは法律上の事項について裁判所が質問を発し、または立証を促すことをいう。
そもそも弁論主義のもとでは、攻撃防御方法の提出は当事者の自由に委ねられているが、裁判所は、例えば当事者の主張が明確でない場合に質問したり、必要な立証が行われていない場合にこれを促すことで、審理の充実を図ることができる。これは、訴訟の知識のない当事者について、その立場を保護する機能も有する。
また、その様な審理上重要な役割を持つ行為であるため、一定の場合には釈明権の行使は裁判所の義務（釈明義務）であると考えられている。
当事者が、裁判所に対して、相手方当事者に対する釈明権の行使を促すことも行えるが（民事訴訟法149条3項）、これを求釈明という。
法律上の根拠
民事訴訟法149条1項
刑事訴訟規則208条